# Eudialyt

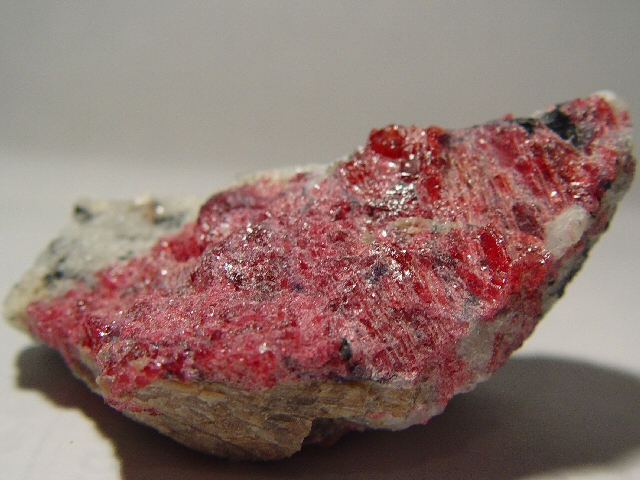
Eudialyt

Het mineraal eudialyt is een chloor-houdend natrium-calcium-cerium-ijzer-mangaan-yttrium-zirkonium-silicaat met de chemische formule Na4(Ca,Ce)2(Fe2+,Mn,Y)ZrSi8O22(OH,Cl)2. Het mineraal behoort tot de cyclosilicaten.

## Eigenschappen
Het gele, geelbruine, rozerode of paarse eudialyt heeft een glasglans, een witte streepkleur en een imperfecte splijting volgens het kristalvlak [0001]. De gemiddelde dichtheid is 2,9 en de hardheid is 5 tot 5,5. Het kristalstelsel is trigonaal en het mineraal is mild radioactief. De gamma ray waarde volgens het American Petroleum Institute is 7287,91.

## Naamgeving
De naam van het mineraal eudialyt is afgeleid van het Grieks εὐδιάλυτος eudiálutos, makkelijk splijtbaar, samengesteld uit de woorden εὖ eu, goed en διάλυτος diálutos, splijtbaar.

## Voorkomen
Het mineraal eudialyt komt met name voor in nefelien-syenieten. De typelocatie is het Julianehåb district in Groenland. Het mineraal wordt ook gevonden in Quebec, Canada.